# Bonbon coco (au lait de coco)
Pour les articles homonymes, voir Bonbon coco.

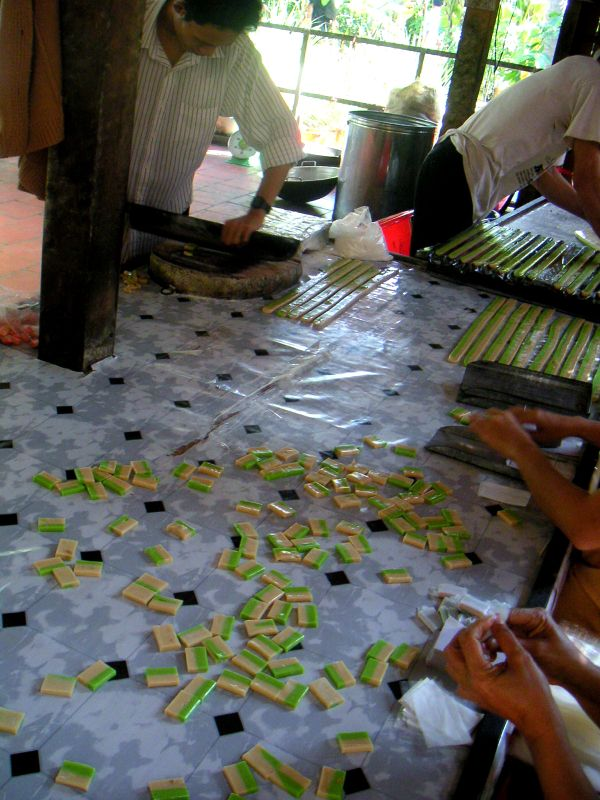
Fabrication traditionnelle de bonbons coco, sud du Vietnam, 2003.

Un bonbon coco est une confiserie confectionnée à partir de lait de coco et de crème de noix de coco. Ces bonbons sont produits et consommés dans de nombreux pays d'Asie et d'Océanie, sous des noms et recettes variables. Au Vietnam, ils sont produits dans la province de Bến Tre, et sont nommés Land of coconut. D'une couleur brune, à la consistance proche d'un Carambar, ils peuvent aussi être colorés et prendre diverses formes.
Ils diffèrent des bonbons coco, homonymes, mais confectionnés à partir de noix de coco râpée.  

## Fabrication
Au Vietnam, le mélange de lait de coco et de crème de noix de coco est cuit à très haute température. Quand il est encore chaud et mou, il est coupé en morceaux à plat. 

## Économie
La province de Bến Tre concentre plusieurs centaines de fabricants de bonbons au coco. Bien que principalement destinée au marché intérieur, une partie de la production est également exportée vers l'Asie, l'Europe et l'Amérique du Nord. L'augmentation sensible des coûts des matières premières menace aujourd'hui la filière de production.